# 딱땐 촌다
딱땐 촌다(태국어: ตั๊กแตน ชลดา, 본명: 촌다 통춘끌랑(태국어: ชลดา ทองชุลกลาง), 1983년 5월 17일 ~ )은 태국의 가수, 무용가이다.

## 역사
라디오 방송국 "응아오 씨엥 룩퉁" FM이 주최한 음악 경연 대회인 "First Stage Show"에 참가하면서 가수 활동을 시작했으며 노래 스타일이 품푸앙 두앙짠과 비슷하다는 평가를 받았다. 2006년에는 그래미 골드(Grammy Gold) 계열의 음반사인 GMM 그래미(GMM Grammy) 소속 가수로 데뷔했다. 대표곡으로는 "마이차이판탐땐마이다이"(ไม่ใช่แฟนทำแทนไม่ได้, Mai Chai Fan Tham Taen Mai Dai)가 있다.